# Cheng Shuang
Cheng Shuang (chinesisch 程爽, * 11. Februar 1987 in Jilin) ist eine chinesische Freestyle-Skierin. Sie ist auf die Disziplin Aerials (Springen) spezialisiert. 2011 wurde sie Weltmeisterin, in der Weltcupsaison 2010/11 entschied sie die Disziplinenwertung für sich.

## Biografie
Cheng gab ihr Debüt im Weltcup am 6. September 2003 am Mount Buller, wo sie sogleich Neunte wurde. Das beste Ergebnis in ihrer Premierensaison war ein vierter Platz am Mont Tremblant. Die erste Podestplatzierung erzielte sie am 14. Januar 2005, als Dritte in Lake Placid. Eine Woche später gewann sie das Weltcupspringen in Fernie. Bei der Weltmeisterschaft 2005 konnte sie die hohen Erwartungen nicht erfüllen und sprang lediglich auf den 24. Platz.
Zwar gelangen Cheng in der Saison 2005/06 weitere zwei Podestplätze im Weltcup, sie konnte sich aber aufgrund der starken teaminternen Konkurrenz nicht für die Olympischen Spiele qualifizieren. 2007 scheiterte sie ebenfalls an der Qualifikation für die Weltmeisterschaft, das Erreichen lediglich einer Podestplatzierung am Saisonende war nicht ausreichend. In der Weltcupsaison 2007/08 war Cheng zweimal Dritte. Im Winter 2008/09 folgten zwei zweite und ein dritter Platz bei Weltcupspringen, hinzu kam der Gewinn der Silbermedaille bei der Winter-Universiade und ein sechster Platz bei der Weltmeisterschaft 2009.
2010 war Cheng Zweite in einem Weltcupspringen und belegte bei den Olympischen Winterspielen 2010 den siebten Platz. Nachdem die Saison 2010/11 mit einem zweiten und zwei dritten Plätzen gut begonnen hatte, gelang ihr am 29. Januar 2011 in Calgary der zweite Weltcupsieg – etwas mehr als sechs Jahre nach dem ersten. Eine Woche später konnte sie mit dem Gewinn der Goldmedaille bei der Weltmeisterschaft 2011 in Deer Valley den größten Erfolg ihrer Karriere feiern. Zum Ende der Saison stand sie auch als Siegerin der Aerials-Disziplinenwertung des Weltcups fest. In der Weltcupsaison 2011/12 wurde Cheng fünfmal Zweite, wobei sie sich jedes Mal Xu Mengtao geschlagen geben musste; zweimal wurde sie in dieser Saison Dritte. Dies reichte in der Disziplinenwertung für den zweiten Platz.

## Erfolge

### Olympische Spiele
- Vancouver 2010: 7. Aerials
- Sochi 2014: 5. Aerials

### Weltmeisterschaften
- Ruka 2005: 24. Aerials
- Inawashiro 2009: 6. Aerials
- Deer Valley 2011: 1. Aerials

### Weltcupwertungen
- Saison 2006/07: 6. Aerials-Weltcup
- Saison 2007/08: 9. Aerials-Weltcup
- Saison 2008/09: 3. Aerials-Weltcup
- Saison 2009/10: 6. Aerials-Weltcup
- Saison 2010/11: 3. Gesamtweltcup, 1. Aerials-Weltcup
- Saison 2011/12: 6. Gesamtweltcup, 2. Aerials-Weltcup
- Saison 2013/14: 5. Aerials-Weltcup

### Weltcupsiege
Cheng errang bis jetzt 24 Podestplätze, davon 4 Siege:
| Datum            | Ort         | Land    |
| ---------------- | ----------- | ------- |
| 21. Januar 2005  | Fernie      | Kanada  |
| 29. Januar 2011  | Calgary     | Kanada  |
| 19. Februar 2011 | Minsk       | Belarus |
| 10. Januar 2014  | Deer Valley | USA     |

### Weitere Erfolge
- Silbermedaille Winter-Universiade 2009
- 1 Podestplatz im Europacup